# Schloss Schwarzenburg

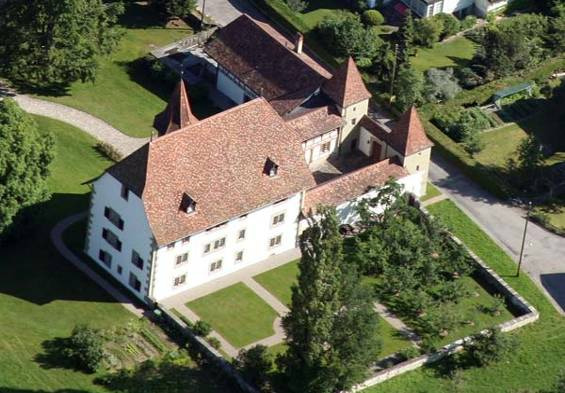
Schloss Schwarzenburg

Das Schloss Schwarzenburg ist ein Schloss aus dem 16. Jahrhundert in der Gemeinde Wahlern  im Schweizer Kanton Bern. Es ist als mustergültiges Herrschaftshaus des 16. und 17. Jahrhunderts ein Baudenkmal von nationaler Bedeutung. 

## Geschichte
Die Herrschaft Grasburg wurde 1423 durch die Grafen von Savoyen an die Städte Bern und Freiburg im Üechtland verkauft. Diese liessen an Stelle der abgelegenen Burg 1573–1575 im Dorf Schwarzenburg für ihren Vogt, wechselweise ein Berner und ein Freiburger, ein neues bequemes Schloss errichten. 1798 kam die bisherige Gemeine Herrschaft an Bern allein.

## Bau- und Kunstgeschichte

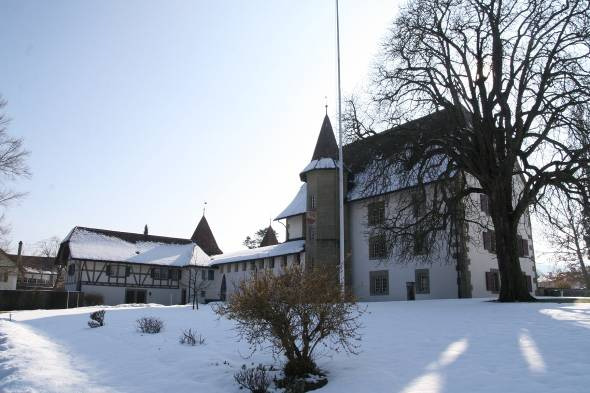
Schloss Schwarzenburg (Nordwestansicht)

Schloss Schwarzenburg zeichnet sich aus durch den dreigeschossigen, gemauerten Stock unter einem Krüppelwalmdach, die betonte Giebelfassade und den traufseitigen polygonalen Treppenturm. Als Besonderheit und als architektonisches Würdezeichen erhielt das Schloss vor der Hauptfassade einen gevierten ummauerten Hof mit zwei markanten Ecktürmchen, die Wehrhaftigkeit nur noch symbolisieren. Schwarzenburg verkörpert damit den im 16. und 17. Jahrhundert kanonischen Typ des Herrschaftshauses, ergänzt um Züge der damals beliebten „Burgenromantik“. Das Haus ist von groben Eingriffen in Fassaden, Grundstrukturen und Ausstattung verschont geblieben, nicht zuletzt dank besonders robuster Bauweise.